# Auroraball-Polka
Auroraball-Polka, op. 219, är en polka-française av Johann Strauss den yngre. Den framfördes första gången den 22 februari 1859 i danssalongen Zum Sperl i Wien.

## Historia
Döpt efter morgonrodnadens gudinna i den romerska mytologin, konstnärsföreningen 'Aurora' grundades 1824 och var föregångare till den mer bekanta 'Hersperus'. 'Aurora' blev en mötesplats för staden Wiens olika konstnärer, poeter, målare, arkitekter och musiker, och fastän den övervakades noga av statskansler Klemens von Metternichs hemliga polis blev dess möten aldrig bannlysta eller ens avbrutna. Bland konstnärerna återfanns bland andra författarna Franz Grillparzer och Ignaz Franz Castelli, målarna Carl Rahl och Joseph Anton Mahlknecht, samt musikerna J. Hoven (riktiga namn; Johann Vesque von Püttlingen) och Johann Herbeck. När det politiska klimatet lättade efter 1848 började medlemmarnas band så småningom lösas upp och föreningens syfte minskade.
Joseph Lanner och Johann Strauss den äldre skrev båda danser till 'Aurora', och Johann Strauss den yngre bidrog med inte mindre än fyra specialskrivna stycken till föreningens fester, inklusive valsen Aurora-Ball-Tänze (op. 87) och polkorna Aurora-Polka (op. 165) och Une Bagatelle-Polka (op. 187). Som ett erkännande för sina tjänster skänkte föreningen Strauss en värdefull ring med namnet "Aurora" ingraverat med diamanter. Polkan spelades första gången den 22 februari 1859.

## Om polkan
Speltiden är ca 3 minuter och 30 sekunder plus minus några sekunder beroende på dirigentens musikaliska tolkning.